# Bernardia sellowii
Bernardia sellowii är en törelväxtart som beskrevs av Johannes Müller Argoviensis. Bernardia sellowii ingår i släktet Bernardia och familjen törelväxter. Inga underarter finns listade i Catalogue of Life.